# Rudniki (Gdańsk)
Rudniki (dawniej: niem. Bürgerwiesen) – dzielnica administracyjna Gdańska, położona we wschodniej części miasta, nad Martwą Wisłą. Ma charakter przemysłowo-mieszkaniowy. Rada dzielnicy ma swoją siedzibę w hotelu Długie Ogrody (Gdański Dom Turystyczny).

## Położenie
Rudniki są położone pomiędzy Martwą Wisłą i Opływem Motławy, na Żuławach Wiślanych. Przez teren osiedla przepływa kanał Rozwójka.
Na północy poprzez Martwą Wisłę dzielnica graniczy z Wyspą Portową. Od wschodu Rudniki graniczą z gminą wiejską Pruszcz Gdański, a od zachodu z Olszynką i Śródmieściem.
Do dzielnicy Rudniki należą następujące jednostki terytorialne:
- Biały Dworek
- Błonia
- Gęsia Karczma
- Kryzel
- Miałki Szlak
- Płonia Mała
- Płonia Wielka
- Reduta Płońska
- Reduta Tylna
- Sienna Grobla II

Dzielnica głównie przemysłowa; znajduje się w niej Rafineria Gdańska oraz Lotos Kolej, należące do Grupy Lotos S.A.

## Transport

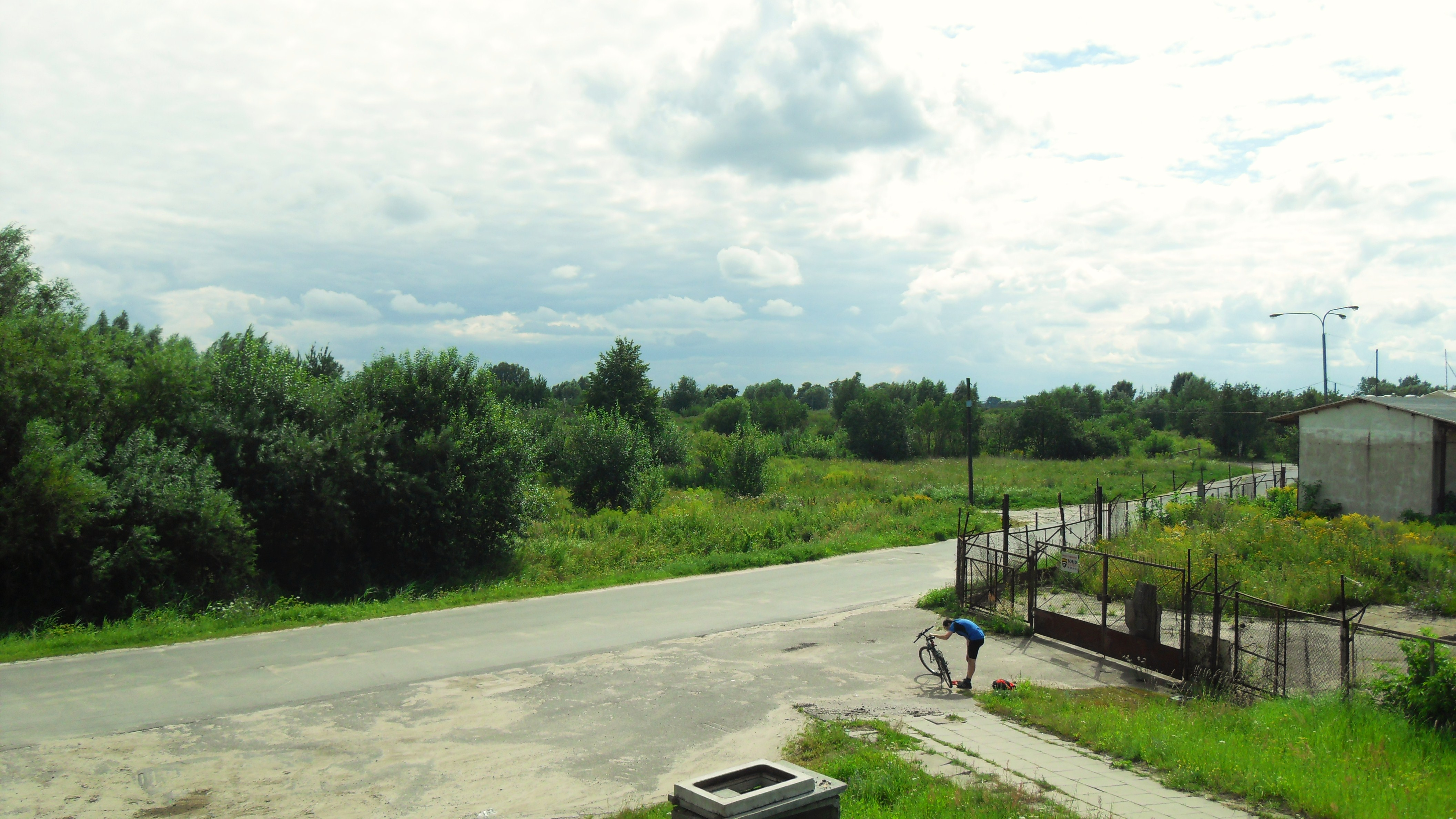
Nizinny krajobraz Rudników

Przez dzielnicę przebiega droga krajowa nr 7, w postaci ul. Elbląskiej. Budowana trasa Sucharskiego przecina ją prostopadle, łącząc Rudniki z Wyspą Portową poprzez Most Jana Pawła II. Po ulicy Elbląskiej kursują autobusy miejskie. Przez dzielnicę przebiega również towarowa linia kolejowa nr 226. Znajduje się tu stacja rozrządowa Lotos Kolej.

## Historia
Początkowo były to łąki miejskie z nadania krzyżackiego. W 1780 patrymonium Gdańska. Osiedle robotnicze. 15 sierpnia 1933 Rudniki zostały przyłączone w granice administracyjne miasta. Należą do okręgu historycznego Niziny.

## Rada Dzielnicy

### Kadencja 2024–2029[3][4][5][6]
- Przewodniczący Zarządu Dzielnicy 
  - Dawid Król
- Przewodnicząca Rady Dzielnicy 
  - Angelika Mastalarczyk

### Kadencja 2019–2024[7]
- Przewodniczący Zarządu Dzielnicy 
  - Dawid Król
- Przewodniczący Rady Dzielnicy 
  - Bogdan Łagunionek

### Kadencja 2015–2019[8]
- Przewodniczący Zarządu Dzielnicy 
  - Eugeniusz Erdmann
- Przewodniczący Rady Dzielnicy 
  - Bogdan Łagunionek

### Kadencja 2015–2019[9]
- Przewodniczący Zarządu Dzielnicy 
  - Eugeniusz Erdmann
- Przewodniczący Rady Dzielnicy 
  - Bogdan Łagunionek

### Kadencja 2011–2015[10][11]
do 1 czerwca 2014 jako Rada Osiedla
- Przewodniczący Zarządu Dzielnicy 
  - Eugeniusz Erdmann
- Przewodniczący Rady Dzielnicy 
  - Bogdan Łagunionek